# Jules Laurens
Jules Laurens (Carpentras, 27 luglio 1825 – Saint-Didier, 5 maggio 1901) è stato un pittore e litografo francese.

## Biografia
Jules Laurens nacque nel capoluogo del Contado Venassino, in Alta Provenza, da una famiglia di cinque figli. All'età di 12 anni raggiunse il fratello maggiore Jean-Joseph a Montpellier, dove questi si era trasferito per lavoro, e si iscrisse alla Scuola di Belle arti della città, a fianco di Alexandre Cabanel. Poté così frequentare il variegato ambiente culturale del fratello.
Dal 1842 al 1846 visse a Parigi per perfezionare la sua formazione all' École des beaux-arts, dove fu ammesso 5° su 600, e per frequentare al tempo stesso l'atelier di Paul Delaroche.
Nel 1845 tentò il concorso per il Prix de Rome, ma senza successo. Alcuni schizzi del quadro realizzato per il concorso (Ulisse e Nausicaa) sono conservati nel Museo Comtadin-Duplessis di Carpentras.
Dal 1846 al 1849 Laurens, ormai disegnatore provetto, fece un viaggio attraverso l'Europa del Sud-Est, la Grecia, la Turchia e infine anche la Persia, in seno ad una missione scientifica condotta dal geografo Xavier Hommaire de Hell. Malgrado il fallimento della spedizione per la morte improvvisa di Hommaire de Hell a Ispahan e il mancato pagamento del lavoro sin lì svolto, Laurens riportò diverse centinaia di schizzi e disegni di monumenti storici e di scene di vita quotidiana degli abitanti dei vari paesi attraversati, che gli sarebbero serviti per la sua attività di artista. Questi lavori sono oggi conservati nella Scuola di Belle arti di Parigi, ad Avignone e nella Biblioteca Inguimbertina di Carpentras, oltre che in vari altri musei della città.
Da questo viaggio, inoltre, egli riportò anche alcune opere di arte Qajar che, in seguito, donò al Museo Calvet di Avignone e al Museo Comtadin-Duplessis di Carpentras.
Dal 1850 al 1880 Laurens lavorò a Parigi, esponendo regolarmente al Salon e in altre mostre, e ricevette diverse commissioni, in particolare per delle pubblicazioni, fra cui quella della vedova di Hommaire de Hell, tratta dagli appunti di viaggio del marito.
Laurens accolse anche dei giovani artisti nel suo studio, come Paul Vayson e Jules Didier.
Dopo il suo ritorno in Provenza (1880) pubblicò una biografia di suo fratello e un libro di riflessioni, per lo più artistiche, dal titolo "La Légende des Ateliers", nel quale rievoca i grandi personaggi che aveva incontrato (Victor Hugo, Ingres, Gustave Doré).
Diede anche il suo contributo allo sviluppo della Biblioteca di Carpentras: da buon collezionista donò infatti numerose opere importanti di artisti contemporanei: Victor Hugo, Ingres, Auguste Bonheur, Eugène Cicéri e Gustave Doré.
Morì settantaseienne a Saint Didier, un borgo presso Pernes-les-Fontaines, non lontano da Carpentras, con una splendida vista sul Mont Ventoux, dove aveva preso dimora al suo ritorno da Parigi (1880).
Jules Laurens è noto per i suoi dipinti orientalisti e per i suoi ritratti di contadini. Ma è nell'arte del paesaggio che egli rivelò il suo talento, a fianco di Corot e della Scuola di Barbizon.

## Alcune opere
- La Moschea blu, - Museo Fabre, Montpellier
- Paesaggio, ricordo dell'Asia Minore, - Museo Fabre, Montpellier
- Giardini abbandonati di Ashref, (Persia). - Museo di Belle arti, Rouen
- Sui tetti d'Ispahan, - Museo Comtadin-Duplessis, Carpentras
- Il Palazzo di Ashraff, - Museo Comtadin-Duplessis, Carpentras
- Il Ventoux visto dalla strada per Bédoin, - Museo Comtadin-Duplessis, Carpentras
- Ritratto d'un persiano, - Museo Comtadin-Duplessis, Carpentras
- Ulisse e Nausicaa, - Museo Comtadin-Duplessis, Carpentras
- L'acquedotto di Carpentras, - Museo Comtadin-Duplessis, Carpentras
- Il Roccione di Vann, - Museo d'Orsay, Parigi

## Galleria d'immagini

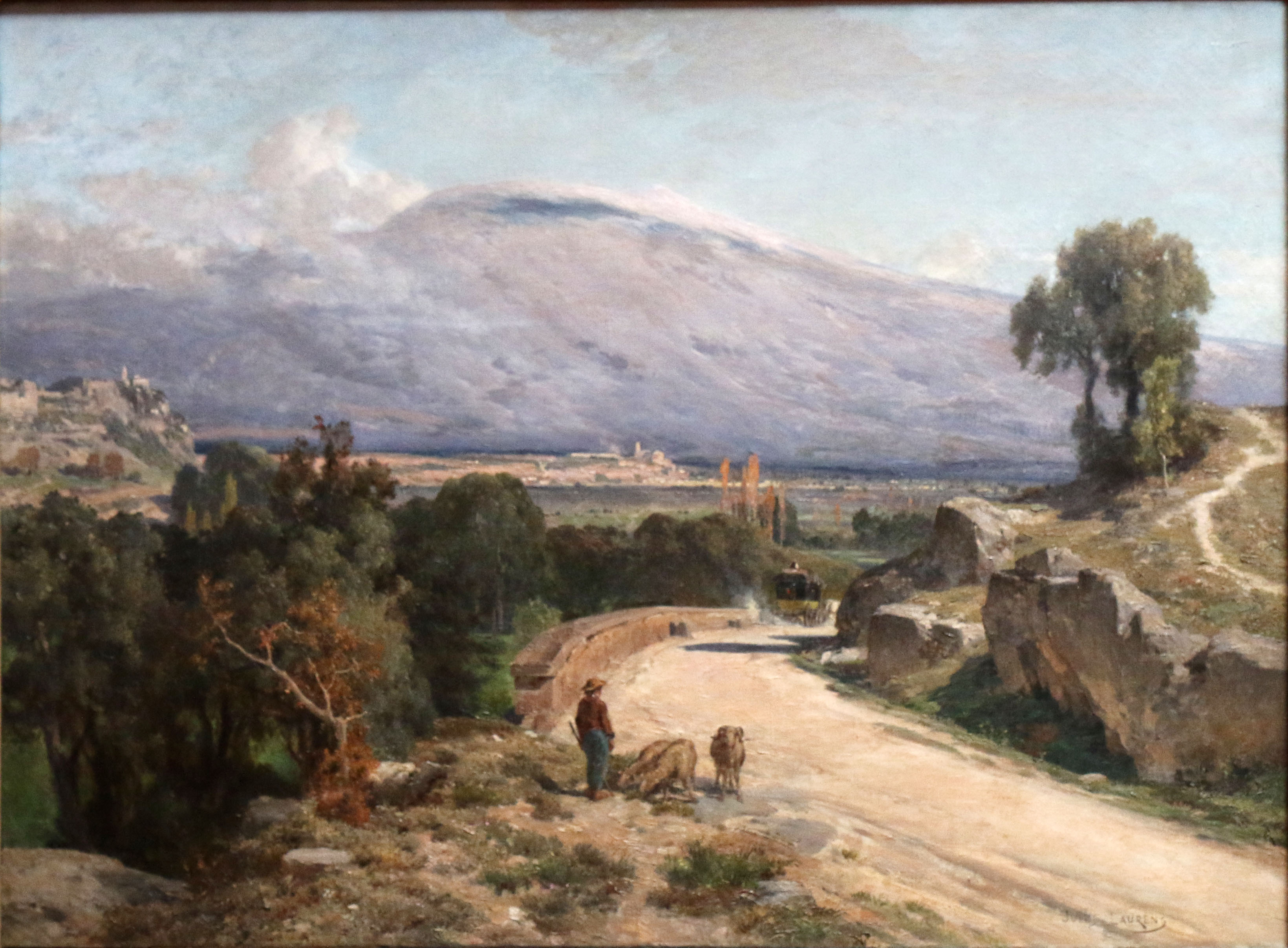
Il Mont Ventoux visto dalla strada di Bédoin
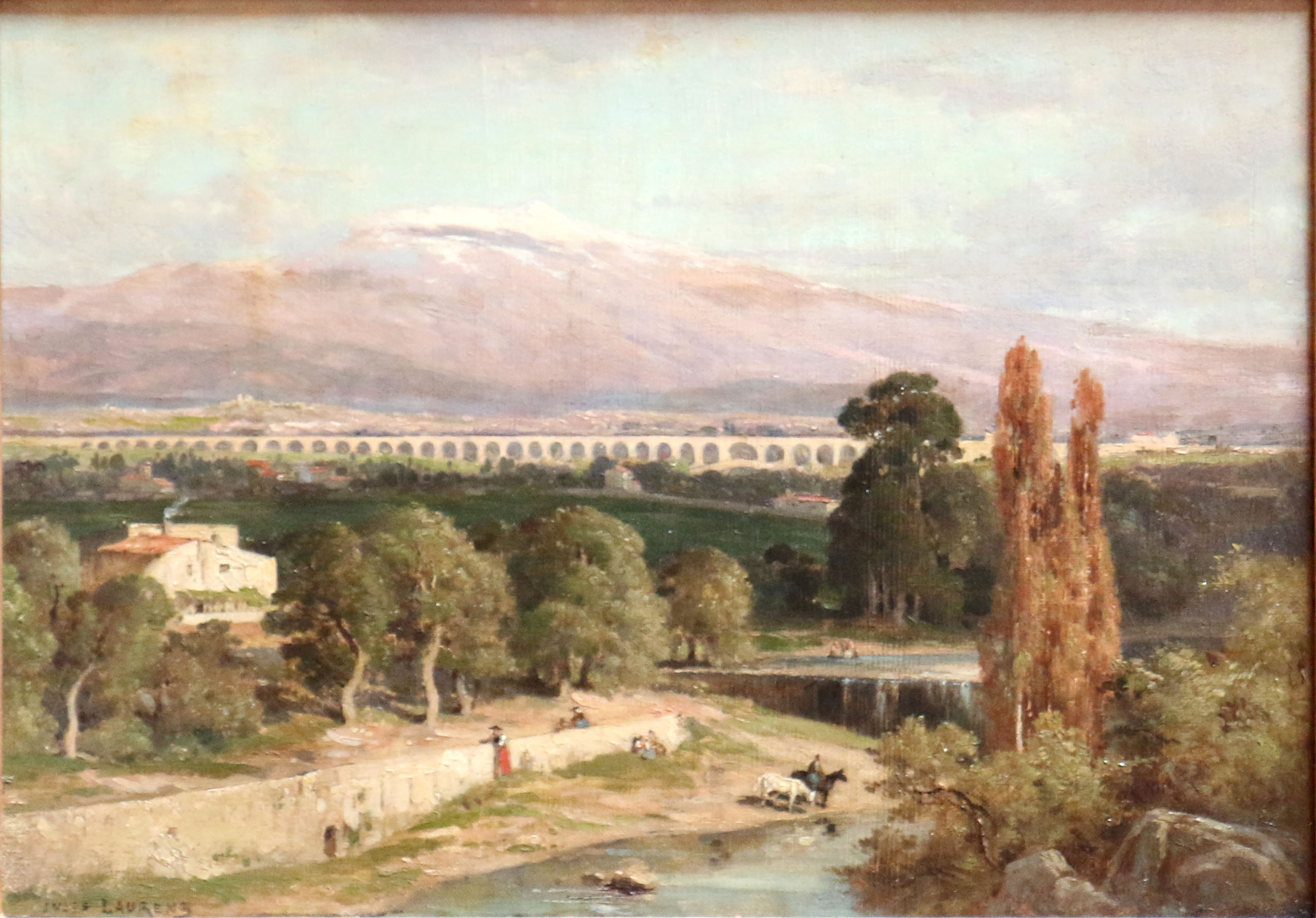
L'acquedotto di Carpentras
Il roccione di Vann
La Moschea blu a Tabriz
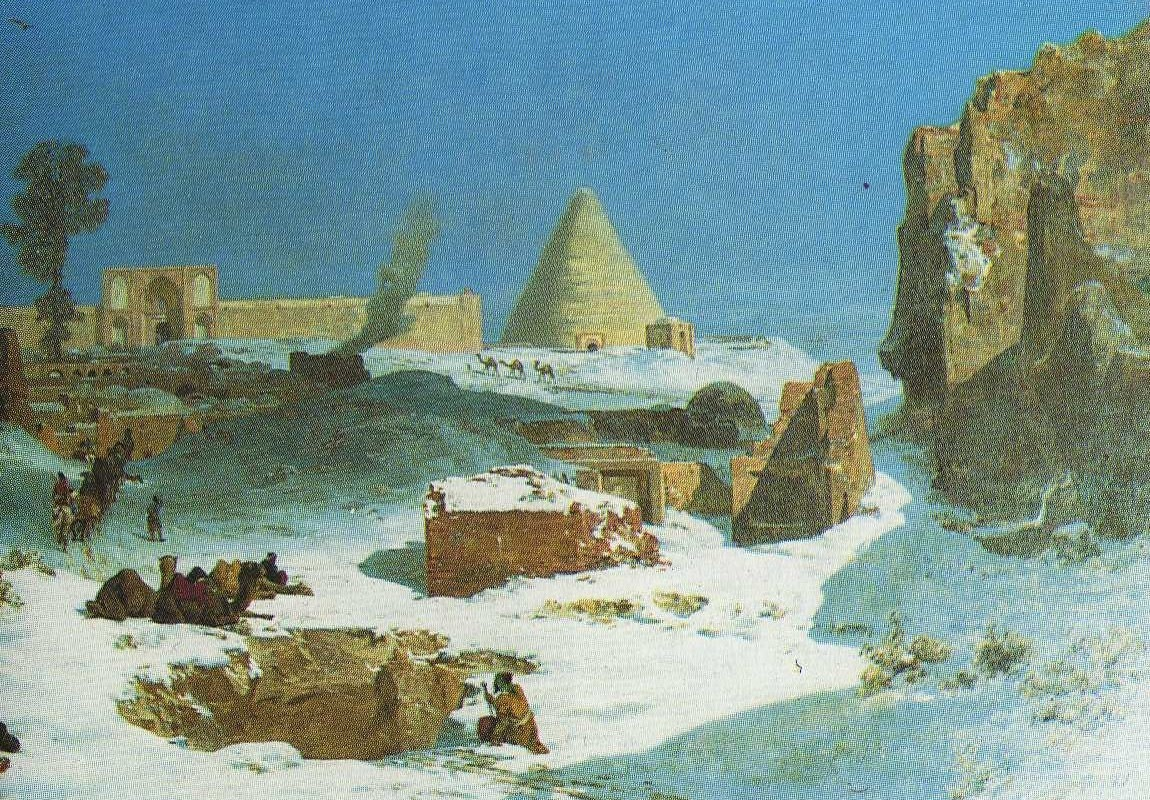
Inverno in Persia
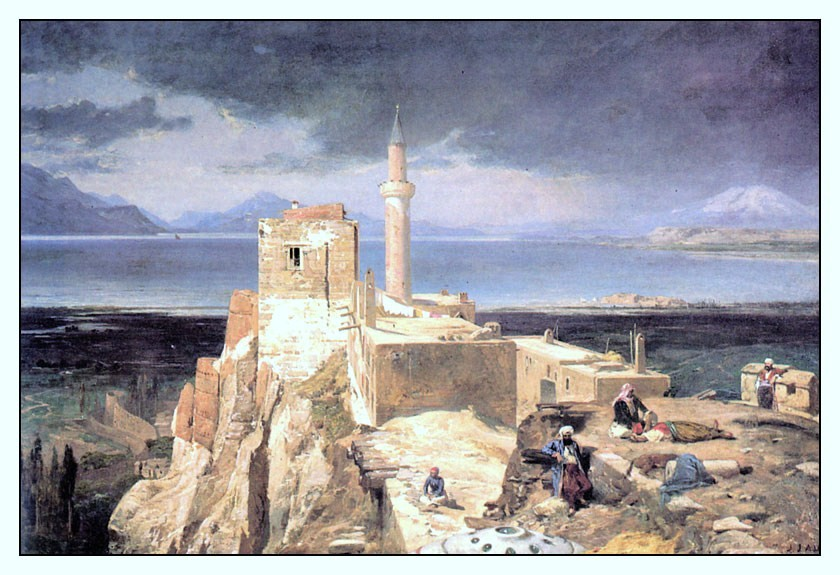
Lago di Van in Armenia
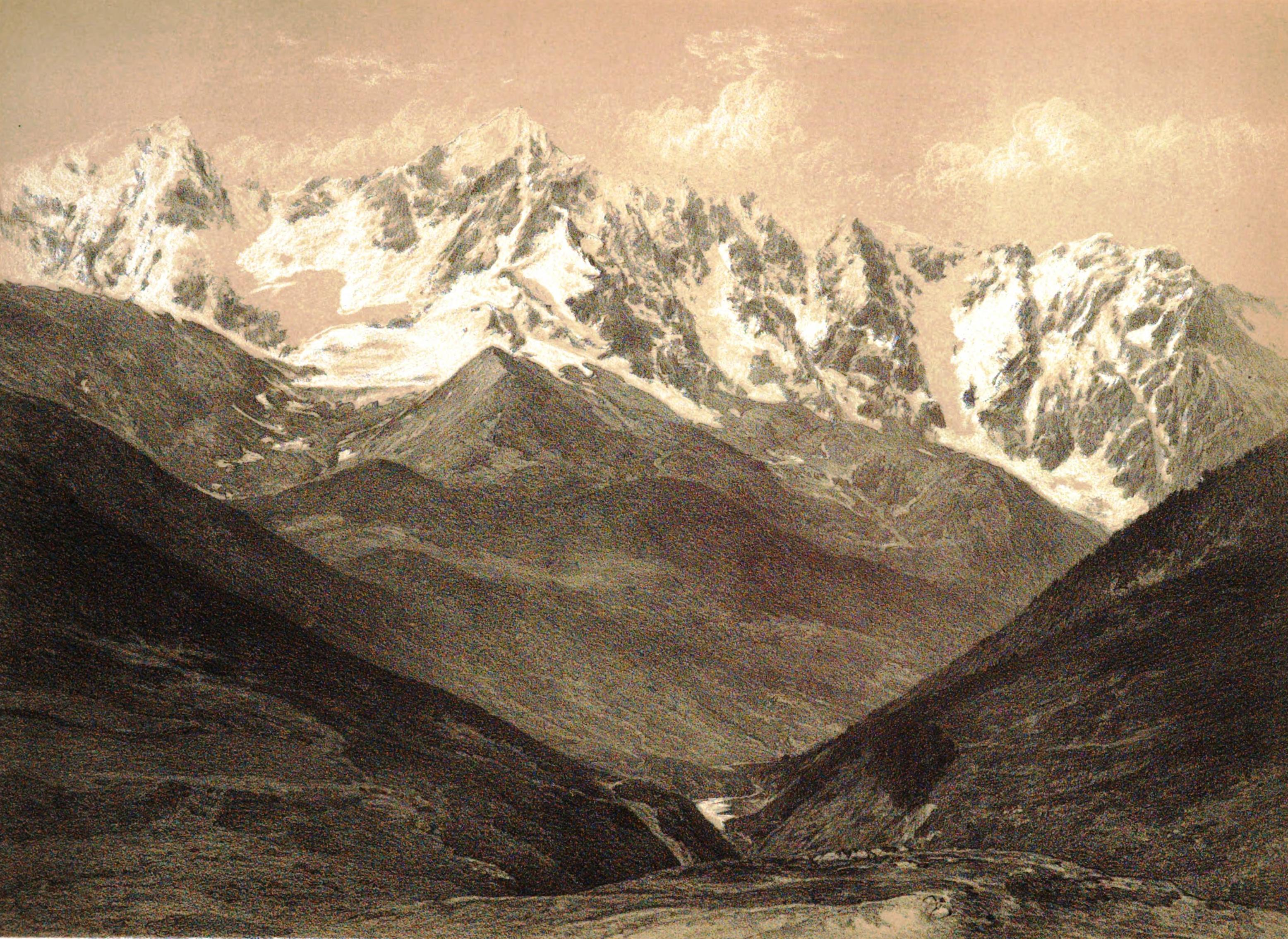
Il monte Shkhara in Georgia
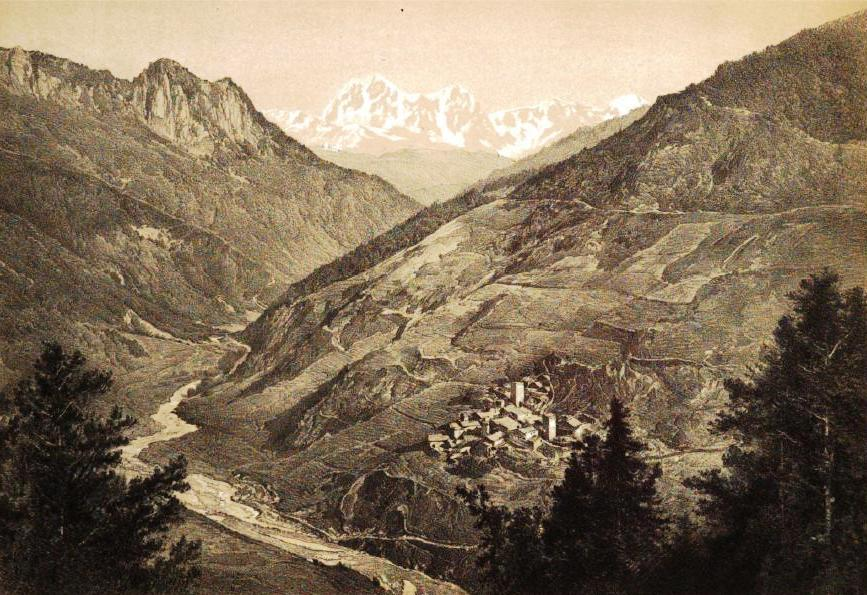
Il villaggio di Vichnashi nel Caucaso